# 文徳邑
文徳邑（ムンドクプ、朝鮮語: 문덕읍）は、朝鮮民主主義人民共和国平安南道文徳郡にある邑。

## 概要
平義線・安州炭鉱線に乗り入れる 文徳駅が所在する。また、文徳郡には清南線も走っている。
2021年9月の鉄道機動ミサイル実験の発射地点とみなされている。報道によれば、2021年9月15日12時32分頃と12時37分頃、有蓋貨車から日本海に向けて弾道ミサイルを2発発射した。弾道ミサイルは最高高度約50kmを、変則軌道で約750km飛翔し、能登半島沖の舳倉島北約300kmの日本海上に落下したと推定されている。日本の防衛省は、当初落下したのは日本の排他的経済水域（EEZ）の外と発表したが、変則軌道だったため落下したのはEEZ内だったと同日の夜までに訂正した。韓国メディアは韓国軍の話として、弾道ミサイルの性能は飛翔距離800km、高度60kmと報じている。

## 参考資料
- 国分隼人『将軍様の鉄道 北朝鮮鉄道事情』新潮社、2007年1月20日。